# 다다익선
《다다익선》(The More, The Better)은 백남준의 비디오아트의 대표적인 작품의 하나로, 1988년 9월 국립현대미술관 과천관 로비에 설치된 나선형 비디오 타워이다. 개천절을 의미하는 1003대의 TV 수상기가 7.5m원형 18.5m높이의 5층 탑 형태로 쌓여있는 형태이다.

## 역사
1986년 개관한 국립현대미술관 과천관의 램프코어가 뉴욕 구겐하임 미술관의 구조와 비슷하다고 지적되자 백남준의 작품을 램프코어 부분에 배치하자는 아이디어가 제시되었다. 탑의 구조는 건축가 김원이 자원하여 설계하였고, 삼성전자가 모니터를 기증하였다. 1988년 서울 올림픽을 기념하여 국립현대미술관에 영구 기증되어, 1988년 9월 15일 제막식이 열렸다.
2003년에 모니터를 전면 교체하였고, 2018년 2월 이후 구형 브라운관 모니터 노후화와 누전 위험으로 작동이 중단되었다. 국립현대미술관은 2019년부터 3년 동안 작품을 복원한 뒤, 백남준 탄생 90주년 기념하여 전시를 재개하였다.

## 보존 문제
〈다다익선〉은 2003년 브라운관 TV의 노후를 이유로 한 차례 전면 교체를 거쳤으나, 이후 브라운관 TV가 구하기 어려워지자 여러 가지 보존 방법이 논의되었다. 국립현대미술관은 2019년 11일 작품의 복원 계획을 발표하고, 작품이 담고 있는 시대성을 최대한 배려해 CRT 모니터를 유지하여 복원하기로 결정하였다. 다만 CRT 모니터 부품 확보가 어려워 다른 모니터로의 전환이 불가피한 경우, LCD(LED), OLED, 마이크로 LED 등 대체 가능한 기술을 부분적으로 도입할 예정이라고 밝혔다.

## 같이 보기
- 비디오아트
- 백남준